# Павлович, Ладислав
Ладислав Павлович (чеш. Ladislav Pavlovič; 8 апреля 1926, Прешов — 28 января 2013, Прешов) — чехословацкий футболист, крайний нападающий. Также игрок хоккея с шайбой. В его честь в городе Прешов ежегодно проходит молодёжный турнир «Кубок Ладислава Павловича».

## Карьера игрока

### Клубная
Всю свою карьеру провёл, выступая за клуб «Татран», в который попал в 1948 году вместе с братом Рудо из-за отсутствия футболистов в команде. Исключением стал период 1954—1955, когда Ладислав играл в составе «Братиславы», где он также прошёл обязательную военную службу. В 1961 с 17 забитыми голами на пару с Рудольфом Кучерой стал лучшим бомбардиром чемпионата Чехословакии. В 1964 году повторил достижение лучшего бомбардира, уже с 21 забитым голом. Всего за свою карьеру Павлович в 345 матчах национального чемпионата 165 раз забивал голы (152 за «Татран» и 13 — за «Братиславу»).

### В сборной
Дебют за национальную сборную Чехословакии состоялся 14 сентября 1952 года, в товарищеском матче против сборной Польши (2-2). В 1960 году попал в заявку на первый чемпионат Европы во Франции, где в матче за третье место забил второй гол в матче в ворота хозяев соревнований и сделал окончательный счёт 2-0, тем самым помог сборной завоевать бронзовые награды. В течение карьеры в национальной команде, которая длилась полтора года, провёл в форме главной команды страны 14 матчей и забил 2 гола.

### Голы за сборную
| # | Дата        | Место                     | Соперник | Счёт | результат | Турнир                  |
| - | ----------- | ------------------------- | -------- | ---- | --------- | ----------------------- |
| 1 | 10 мая 1959 | Тегельне поле, Братислава | Ирландия | 3-0  | 4-0       | Квалификация на ЧЕ 1960 |
| 2 | 9 июля 1960 | Велодром, Марсель         | Франция  | 2-0  | 2-0       | ЧЕ 1960                 |

## Тренерская карьера
После окончания карьеры футболиста он стал тренером молодежной команды «Татран». Под его руководством команда юниоров выиграла чемпионат Словакии.

## Достижения
- Лучший бомбардир чемпионата Чехословакии (2): 1960/61 (17), 1963/64(21)
- Почётный гражданин города Прешов
- Награда «Спортсмен города Прешов 20-го века»
- В 2013 году был введён в спортивный зал славы города Прешов[6]
- Награда Fair Play Словацкого олимпийского комитета